# Robert Bintz
Robert Bintz, né le 16 février 1930 à Mamer (Luxembourg) et mort le 4 septembre 2022 à Bettembourg, est un coureur cycliste luxembourgeois, professionnel de 1951 à 1954. Son fils Daniel est également coureur cycliste.

## Palmarès

### Palmarès amateur
- 1947
  - 3e du Grand Prix Général Patton
- 1948
  -  Champion du Luxembourg sur route amateurs
  - 3e du Grand Prix François-Faber
- 1949
  -  Champion du Luxembourg sur route amateurs
  - Grand Prix François-Faber
  - Flèche du Sud :
    - Classement général
    - 2e étape

  - 2e du Grand Prix Général Patton
- 1950
  -  Champion du Luxembourg sur route amateurs
  -  Champion du Luxembourg de poursuite amateurs
  - Grand Prix François-Faber
  - 8e du championnat du monde sur route amateurs

### Palmarès professionnel
- 1951
  - 3eb étape du Tour de Luxembourg
- 1952
  - 3e et 9ea étapes du Tour d'Allemagne
  - 4eb étape du Circuit des six provinces
  - 2e de Luxembourg-Nancy
  - 3e du Tour de Berne

## Résultats sur les grands tours

### Tour de France
2 participations
- 1951 : abandon (11e étape)
- 1952 : non-partant (14e étape)